# Bay Minette
Bay Minette és una ciutat dels Estats Units a l'estat d'Alabama. Segons el cens del 2007 tenia 7,.726 habitants.

## Demografia
Segons el cens del 2000, Bay Minette tenia 7.820 habitants, 2.950 habitatges, i 1.911 famílies. La densitat de població era de 377,4 habitants/km².
Dels 2.950 habitatges en un 34,4% hi vivien nens de menys de 18 anys, en un 47,4% hi vivien parelles casades, en un 18,7% dones solteres, i en un 30,2% no eren unitats familiars. En el 27,3% dels habitatges hi vivien persones soles el 12% de les quals corresponia a persones de 65 anys o més que vivien soles. El nombre mitjà de persones vivint en cada habitatge era de 2,56 i el nombre mitjà de persones que vivien en cada família era de 3,11.
Per edats la població es repartia de la següent manera: un 25,7% tenia menys de 18 anys, un 13,4% entre 18 i 24, un 26,7% entre 25 i 44, un 19,8% de 45 a 60 i un 14,4% 65 anys o més.
L'edat mediana era de 33,4 anys. Per cada 100 dones hi havia 97,2 homes. Per cada 100 dones de 18 o més anys hi havia 94 homes.
La renda mediana per habitatge era de 27.226 $ i la renda mediana per família de 34.605 $. Els homes tenien una renda mediana de 30.149 $ mentre que les dones 21.369 $. La renda per capita de la població era de 16.093 $. Aproximadament el 20% de les famílies i el 22,3% de la població estaven per davall del llindar de pobresa.

## Poblacions més properes
El següent diagrama mostra les poblacions més properes.